# オーロフ (スウェーデン王)

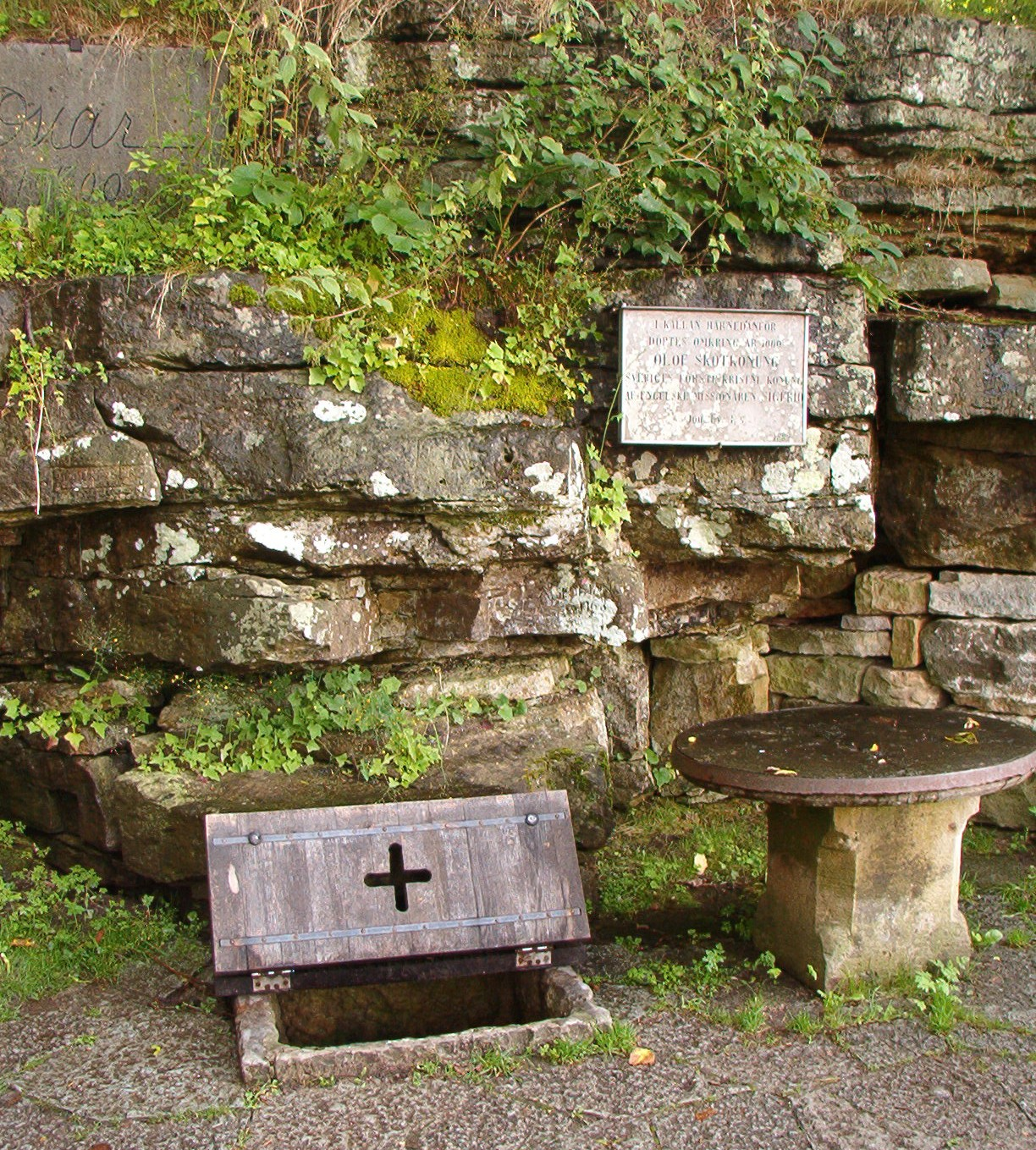
オーロフ・シェートコヌングが洗礼を施された可能性のある井戸。左上はオスカル2世の署名のある彫刻である。標示は「I källan här nedanför döptes omkring år 1000 OLOF SKÖTKONUNG Sveriges förste kristne konung af engelske missionären Sigfrid」（下の井戸で、スウェーデンの最初のキリスト教徒の王、オーロフが、イングランドの伝道師 (missionair) Sigfridによって1000年ごろ洗礼を受けた）と読み取れる。2005年8月10日撮影。

オーロフ・シェートコヌング（ウーロヴ・シェートコヌングとも。Olof Skötkonung、980年頃 - 1022年?）は、スウェーデン王（在位：994年? - 1022年?）。

## 解説
オーロフはスウェーデン中部のスヴェーア人、南部のイェート人の双方を支配した事がわかっている中で最古の王である。父はエリク6世（勝利王）、母は、スコグルのトースティの娘のシグリッド（Sigrid Storråda）。
999年または1000年のスヴォルドの海戦においては、デンマーク王スヴェン1世らと連合し、ノルウェー王オーラヴ1世トリュグヴァソンと戦い、これを倒した。
オーロフは1008年頃、キリスト教（西方教会）の洗礼を受けた。
スウェーデンは北欧では最も遅くまで異教の影響が残った地域である。オーロフはキリスト教徒となった後も、ガムラ・ウップサーラで9年に1度催される大犠牲祭の司祭を務めたが、それはガムラ・ウップサーラが異教にとっても王位継承にも関係する政治にとっても重要な地であったためである。オーロフ以後、スウェーデンの王は、キリスト教化していったが、12世紀にキリスト教側が勝利するまで歴代の王は司祭を務めていた。
オーロフはまた、ヴェステルイェートランドのスカーラに司教座(en)を置いた。スウェーデンでのキリスト教化はこの司教座が中心となって進められた。

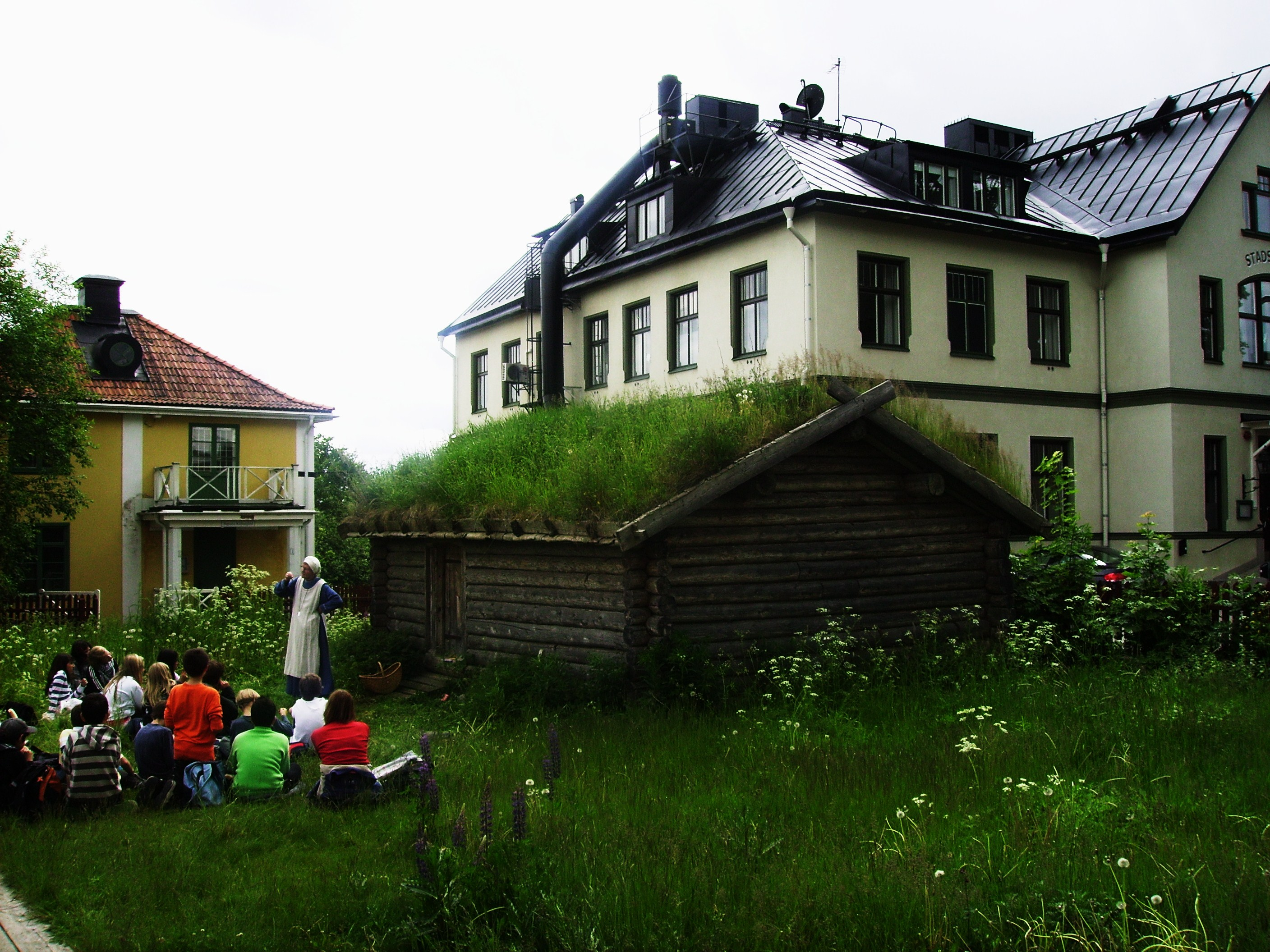
シグトゥーナにあるオーロフ・シェートコヌングの造幣所の写真。

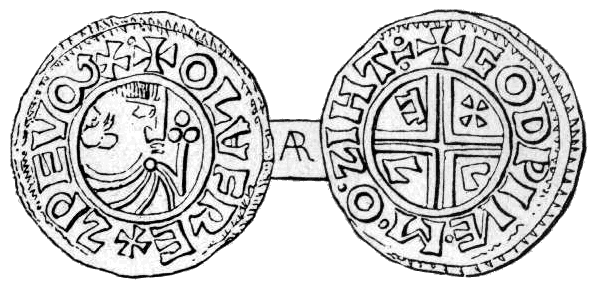
シグトゥーナでオーロフ・シェートコヌングによって鋳造された硬貨。

オーロフはスウェーデンの貨幣鋳造にも乗り出している。ウップランドに属する地方のシグトゥーナにおいて、オーロフが硬貨に印を打ちつける際、オーロフは「王」を表す単語として「rex」を用いた。硬貨の場合「OLUF REX」は、「OLUF REX」または「OLAF REX」と表示された。ラテン語の使用は、オーロフがこの時にすでに洗礼を受けていることを示唆していると考えられる。シグトゥーナは「SITUN」、「ZINT」（硬貨の上部）、「ZTNETEI」または「SIDEI」と表記された。最後の2つの単語は、「神のシグトゥーナ」を意味する「Si（gtuna） Dei」だと解読されている。一方、貨幣は字体や様式においてイングランドのペニー貨を模していた。これは、スウェーデン・デンマーク・ノルウェーの3国の共同勘定の元でゴッドウィンという名の人物が貨幣の鋳造を行ったためで、3国ともエゼルレッド2世時代の十字架をあしらったペニー貨に似た硬貨となった。しかしスウェーデンでの貨幣鋳造は、その目的が経済的なものではなく政治的なものであったこともあり、オーロフとその子アーヌンド・ヤーコブの治世が過ぎると終息してしまった。
アイスランドの詩人、ハルフレズの生涯を伝えるサガでは、オーロフの元をハルフレズが訪ねて詩を献上し、これを喜んだオーロフが彼にスウェーデン滞在を勧めたものの固辞された経緯が語られている。
なお「シェートコヌング」の名の意味は不明とされている。ヒースマン姿子はウールヴ従属王、久光重平はウーロフ課税王と呼んでいる。